# Падеринский сельсовет (Курганская область)
Падеринский сельсове́т — упразднённые административно-территориальная единица и муниципальное образование со статусом сельского поселения в составе Кетовского района Курганской области России.
Административный центр — село Падеринское.
15 марта 2022 года сельсовет был упразднён в связи с преобразованием муниципального района в муниципальный округ.

## История
В соответствии с Законом Курганской области от 6 июля 2004 года № 419 сельсовет наделён статусом сельского поселения.

## Население
| 1989  | 2002  | 2010  | 2012  | 2013  | 2014  | 2015  |
| ----- | ----- | ----- | ----- | ----- | ----- | ----- |
| 1262  | ↘1227 | ↗1324 | ↗1374 | ↗1422 | ↗1428 | ↗1443 |
| 2016  | 2017  | 2018  | 2019  | 2020  |       |       |
| ↗1470 | ↘1456 | ↘1446 | ↘1443 | ↘1439 |       |       |

## Состав сельского поселения
| № | Населённый пункт | Тип населённого пункта       | Население |
| - | ---------------- | ---------------------------- | --------- |
| 1 | Борки            | деревня                      | ↗82       |
| 2 | Галкино 2-е      | деревня                      | ↗25       |
| 3 | Костоусово       | деревня                      | ↗45       |
| 4 | Новое Лушниково  | деревня                      | ↗269      |
| 5 | Падеринское      | село, административный центр | ↗903      |